# Тарасов, Николай Иванович (медик)
Николай Иванович Тарасов (17 декабря 1933, Мартино, Уральская область — 17 октября 2020, Челябинск) — советский и российский учёный-хирург и уролог, педагог и организатор науки, доктор медицинских наук (1979), профессор (1984). Заслуженный деятель науки Российской Федерации (1997). Почётный гражданин Челябинска (2009). Основатель и первый ректор УГМАДО (1981—2001).

## Биография
Николай Иванович Тарасов родился 17 декабря 1933 года в селе Большое Мартино Мартинского сельсовета Макушинского района Уральской области. Решением Курганского облисполкома от 30 января 1974 года село Большое Мартино и деревня Малое Мартино объединены в село Мартино, ныне село входит в Макушинский муниципальный округ Курганской области.
С 1953 по 1958 год учился в Челябинском медицинском институте. После второго курса института по ночам работал в урологическом отделении Челябинской областной больницы в качестве среднего медработника. В урологии Тарасова привлекли очень точные методы диагностики.
С 1958 по 1959 год — хирург Нязепетровской районной больницы.
С 1959 по 1962 год — врач-ординатор и заведующий отделением урологии Челябинской областной клинической больницы. С 1962 по 1965 год проходил обучение в аспирантуре при Первом Ленинградском медицинском институте имени И. П. Павлова.
С 1965 по 1980 год на педагогической работе в Туркменском государственном медицинском институте: ассистент, заведующий курсом урологии и проректор по научной работе этого вуза. За заслуги в научной деятельности и создание в Туркменской ССР Первой урологической клиники, был удостоен почётного звания «Заслуженный врач Туркменской ССР».
С 1980 года на педагогической работе в Южно-Уральском государственном медицинском университете, в качестве заведующего курсом урологии. С 1981 по 2001 год — основатель и первый ректор Уральской государственной медицинской академии дополнительного образования (УГМАДО), с 2001 по 2020 год — заведующий кафедрой урологии этой академии.
В 1965 году защитил диссертацию на соискание учёной степени кандидата медицинских наук, в 1979 году — доктора медицинских наук. В 1984 году решением ВАК Н. И. Тарасову было присвоено учёное звание — профессор.
Занимался вопросами совершенствования диагностики и лечения инфекционно-воспалительных заболеваний почек и мочевыводящих путей, изучения зарождения и развития мочекаменной болезни. Тарасов являлся организатором и инициатором создания в Челябинской областной клинической больнице первого на Урале отделения рентгено-хирургических методов диагностики и лечения, в котором ежегодно проводятся около четырехсот эндоскопических обследований и операций, а также проблемной Научно-исследовательской Лаборатории мембранопатологии урогенитального тракта, входящей в систему ЮУМЦ РАМН. Тарасов являлся инициатором международных и всероссийских конференций урологов, автором более ста пятидесяти научных трудов, в том числе трёх монографий и трёх свидетельств и патентов на изобретения. Тарасовым было подготовлено 18 кандидатов и докторов наук.
12 марта 1997 года Указом Президента России «За заслуги в научной деятельности» Николай Иванович Тарасов был удостоен почётного звания «Заслуженный деятель науки Российской Федерации».
2 сентября 2009 года «За выдающиеся заслуги перед городом Челябинском» Николай Иванович Тарасов был удостоен почётного звания «Почётный гражданин Челябинска».
Николай Иванович Тарасов скончался 17 октября 2020 года от коронавирусной инфекции COVID-19 в городе Челябинске Челябинской области. Прощание состоялось 20 октября 2020 года в библиотеке бывшего института усовершенствования врачей, проспект Победы, 287.
Похоронен <где?>.

## Основная библиография
- Эндемический уролитиаз в аридной зоне : (Эпидемиология, патогенез, клиника, диагностика, лечение) / Под ред. Н.М. Тачмурадова. - Ашхабад : Ылым, 1978 г. — 222 с.
- Неотложные состояния: клиника, диагностика, лечение, реабилитация, профилактика / Урал. ин-т усоверш. врачей; Редкол.: Тарасов Н. И. (отв. ред.) и др. - Челябинск : Урал. ИУВ, 1991 г. — 116 с.
- Шок в практике терапевта: Учеб. пособие для врачей / Г. А. Гольдберг, Н. И. Тарасов, Н. Н. Епифанцева; Новокузнец. ин-т усовершенствования врачей, Кемер. науч.-практ. кардиол. центр СО РАМН. - Кемерово : Кемер. полиграфкомбинат, 1997 г. — 101 с. — ISBN 5-7489-0029-7
- Хронический простатит : Патогенез, новые пути повышения эффективности лечения / Н. И. Тарасов, С. П. Серёгин, Ю. И. Рыбаков. - Снежинск : Изд-во РФЯЦ-ВНИИТФ, 1999 г. — 132 с. — ISBN 5-85165-422-8
- Болезнь Пейрони. Диагностика и лечение: монография / Н. И. Тарасов, В. Ф. Бавильский, О. Ф. Плаксин. - Челябинск : АБРИС, 2010 г. — 111 с. — ISBN 978-5-901542-90-3[8]

## Награды и звания
- Орден «За заслуги перед Отечеством» IV степени, 10 марта 2004 года — «За большой вклад в развитие здравоохранения, медицинской науки и многолетнюю добросовестную работу»[9])
- Орден Знак Почёта[6]
- Заслуженный деятель науки Российской Федерации, 12 марта 1997 года[5]
- Заслуженный врач Туркменской ССР, 1980 год[6]
- Почётный гражданин Челябинска, 2 сентября 2009 года[6]
- Действительный член Российской академии естественных наук
- Член Европейской[англ.] и Американской[англ.] ассоциаций урологов.
- Ударник коммунистического труда

## Семья
У Николая Ивановича Тарасова два сына: Андрей и Алексей, оба медики.